# San Rafael Cedros
San Rafael Cedros es un distrito del municipio de Cuscatlán Sur perteneciente al departamento de Cuscatlán, El Salvador. Celebra sus fiestas patronales del 13 al 23 de octubre en honor de san Rafael Arcángel. Está localizado a unos 45.6 km. de San Salvador, su población es de 16.303 habitantes y pertenece al distrito de Cojutepeque. Cuenta con una unidad de salud, 12 escuelas y todos los servicios básicos, la fuente de trabajo principal es la textil y moliendas.

Como fuentes de trabajo, la población de San Rafael Cedros se dedica a los telares, textiles, comercio y molienda. Posee en los alrededores fuerte movimiento comercial: tiendas, restaurantes, ferreterías, agroservicios, talleres de mecánica automotriz, etc. En el casco urbano se identifican centros comerciales, farmacias, Cyber Cafés, almacenes de ropa, panaderías, heladerías, salas de belleza, clubes y un comedor donde usted puede pasar a disfrutar su especialidad que son los mariscos, entre otros.
El actual jefe de distrito es el ing. Oscar Gómez.

## Historia
Según la historia, en el camino Real de Partidas y en el área de los extensos terrenos ejidales del pueblo de Cojutepeque, se formó una bonita aldea de ladinos, bautizada con el nombre de Cedro, los primeros pobladores de esta fueron Lencas posteriormente familias vecinas de cojutepeque emigraron a ese lugar para evadir el pago de los impuestos y fueron estas quinenes le llamaron por mivera vez cedros. las familias fundadoras agruparon sus casas alrededor de un añejo y frondoso árbol de cedro. En 1807, según el corregidor intendente don Antonio Gutiérrez y Ulloa, la aldea de Cedro, de regular temperatura, era uno de los poblados del partido de Cojutepeque.

### Pos-independencia
La aldea progresó con los años, y conforme al dato tradicional recogido por el doctor Santiago I. Barberena, obtuvo en 1838 el título de pueblo. El dato referido ha de ser muy aproximado, pues en la Ley de 18 de febrero de 1841, Cedro figura ya como uno de los cantones electorales en que se dividió El Salvador.
En el 13 de enero de 1854, el gobernador José D. Montiel reporta en un informe de mejoras en el Departamento de Cuscatlán que en el Valle de Cedro se habían hecho varias composturas de caminos y reparado su cementerio y parroquia.
En 1859 el pueblo de Cedro tenía 767 habitantes alojados en 169 casas de paja y 4 de teja, quienes poseían 10 chacras (granjas) y 6 trapiches, siendo su principal patrimonio la fabricación de panela y azúcar. El cultivo del cafeto apenas si se manifestaba en la localidad. Entre los edificios de Cedro figuraban: un Cabildo de 22 varas de largo, con sus correspondientes corredores; una iglesia, con capilla nueva, filial a la parroquia de Cojutepeque; y una Escuela, a la que concurrían de 40 a 50 discípulos, a quienes se enseñaba lectura, escritura, aritmética y moral.
El alcalde electo para el año de 1863 era el señor don Roberto Serrano.
En los comedios de la segunda mitad del siglo XIX, el pueblo de Cedro había alcanzado notables progresos y sus vecinos gestionaron ante los poderes públicos el otorgamiento del título inmediato superior. El Presidente de la República doctor Rafael Zaldívar, compenetrado de esos progresos y gestiones, emitió el Decreto Ejecutivo de 19 de julio de 1879, por el cual el pueblo de Cedros se elevó a la categoría de villa. En 1890 tenía 1,750 almas. En 1912 contaba con dos escuelas públicas, una para varones y otra para niñas. 
En el 27 de julio de 1961 obtuvo el título de ciudad con el nombre oficial de San Rafael Arcángel por decreto legislativo de esa misma fecha en honor al presidente de la república de ese entonces Doctor Rafael Zaldívar, quien obsequió la imagen del santo patrono. Por costumbres de sus habitantes se le conoce comúnmente con el nombre de San Rafael Cedros, sin embargo, para escritos oficiales se debe utilizar: ciudad de San Rafael Cedros. Antes de 1838 su nombre indígena era Natzintepet que proviene de los vocablos náhuat 'Natzin' que significa «Señora o  Madre» y 'tepet' que significa «Cerro», «En el Cerro de la Señora», o «En el Cerro de la Madre»).

## Economía

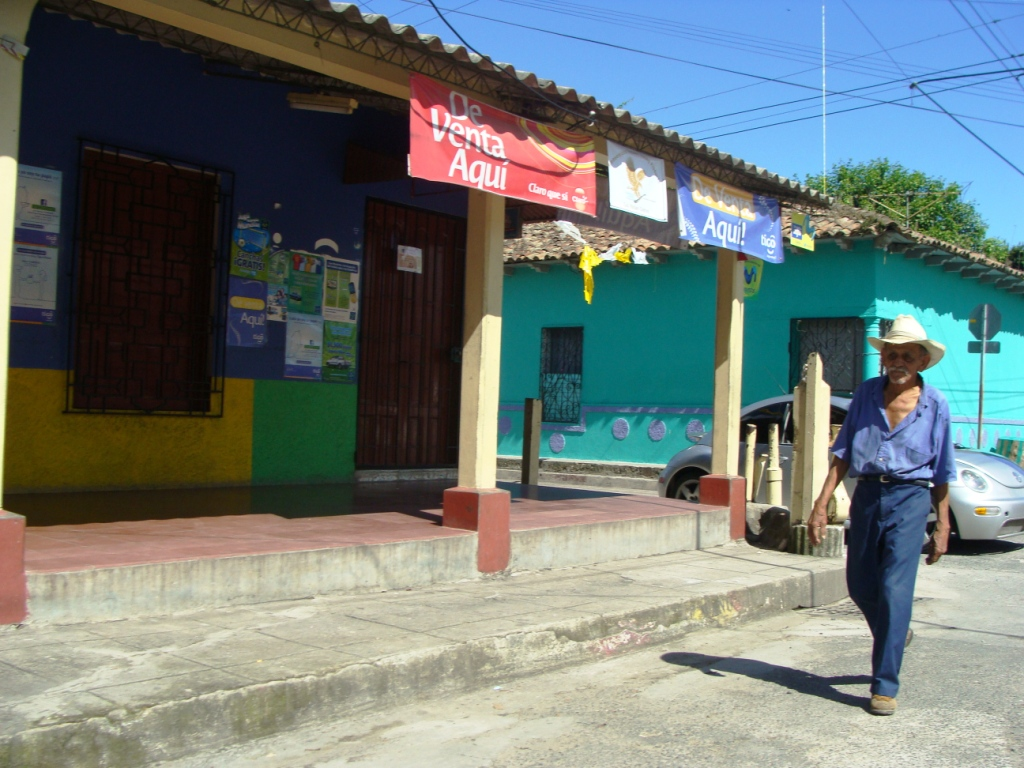
Tiendas localizadas en los alrededores del parque municipal

San Rafael Cedros cuenta con un aproximado de 14,000 habitantes, se cataloga como uno de los ¿distritos en línea de pobreza intermedia; sin embargo también cuenta con un promedio de casi 500 familias que reciben remesas de los Estados Unidos, razón por la cual las construcciones de varias casas son bastante modernas y varían en dimensiones y elevación hasta 2 o 3 plantas; así mismo cuenta con viviendas muy pobres. Posee 1 turicentro: Las Palmeras, ubicado enfrente del Estadio: Anastacio Aquino. Su Economía también se basa en la venta de ganado, como es de tradición todos los sábados en el Tiangue Municipal, en B° Concepción, se ubica la venta de todo tipo de animales como: ganado, perros, etc.

## Religión
En el parque nominado en honor a Monseñor Romero se encuentra una escultura imponente en honor a su patrono San Rafael Arcángel, también se encuentra la Iglesia Católica San Rafael Arcángel (su sitio web es: Parroquia San Rafael Arcángel Cedros).

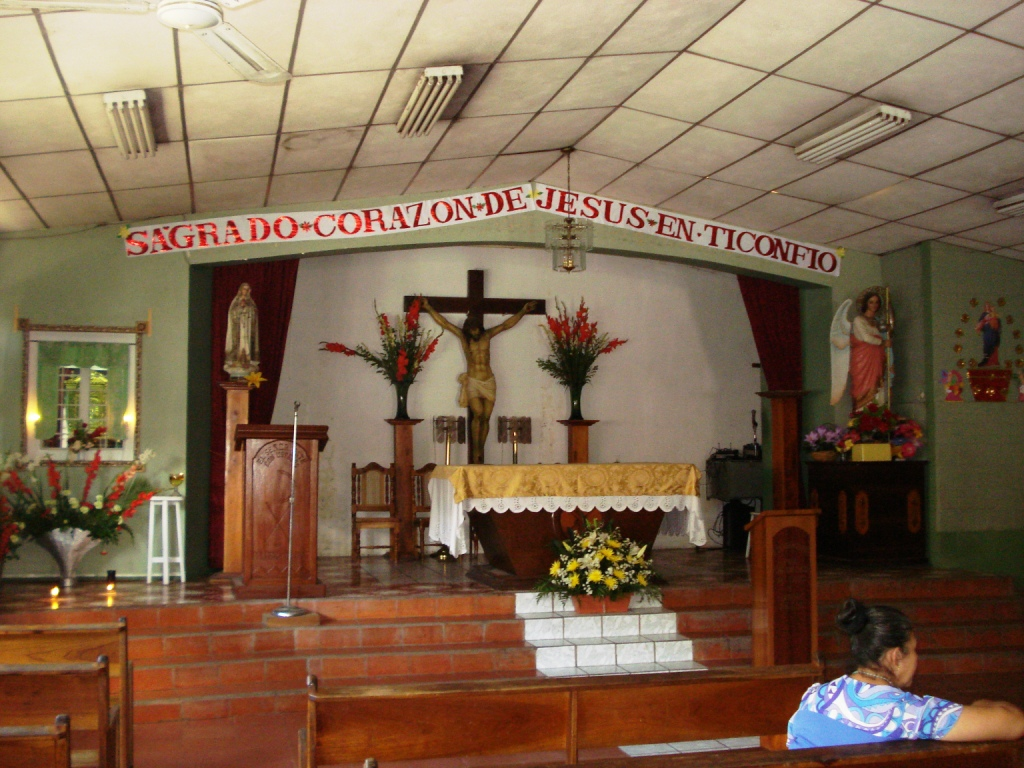
Parroquia San Rafael Arcángel Cedros

 La mayoría de los habitantes son católicos, algunas tradiciones son: la Salida del Señor Jesús en la Gruta de las Mercedes en Semana Santa, el 7 de diciembre la familia Granados, realiza la fiesta en honor a la Inmaculada Concepción, con el reparto de Marquesote, Espumilla y Horchata de Morro.